# Batalla d'Alfarrobeira
La batalla d'Alfarrobeira va ser la trobada lliurada entre el jove rei Alfonso V i l'Infant Don Pedro el seu oncle, el 20 de maig de 1449, al costat de la ribera de Alfarrobeira, a Vialonga. Al principi de l'any de 1448, aconsellat pel seu oncle bastar Alfonso, Duc de Bragança, pel Comte de Ourém i per l'arquebisbe de Lisboa, va decidir
Alfonso V apartar del govern del regne, al seu oncle, que abandona la cort, sota pretext d'administració de les seves terres i es va instal·lar a la casa ducal de Coïmbra.
La intriga va fer efecte en l'esperit del monarca que no va atendre les temptatives de reconciliació ni del propi Don Pedro, que li va escriure renovant la seva obediència i defensant-se de les calúmnies, ni de l'Infant Don Enrique i del comte de Avranches, que pretenien evitar el drama.
El rei escriu a final d'aquest any al duc de Bragança cridant-lo a la cort però acompanyat d'escorta una vegada que hauria de travessar les terres de Coïmbra. Don Pedro, sabedor de la vinguda del seu enemic, li prohibir el pas per les seves terres i fou considerat súbdit deslleial al rei. Després es publiquen edictes contra l'Infant i els seus aliats i el rei envesteix, amb les seves tropes, en la temptativa de sotmetre'ls, instal·lant-se en Santarém; al seu torn Don Pedro descendeix de Coïmbra en direcció a Lisboa i troba les tropes reals en el lloc de Alfarrobeira, en Vialonga.
Travada la batalla, les tropes del monarca surten victorioses i l'Infant mor en el combat i amb ell diversos gentilhomes que li acompanyaven, entre ells el seu "braç dret", Álvaro Vaz d'Almada.
Va ser general la reprovació europea, davant la conducta d'Alfonso V. Isabel de Portugal recollir en la cort de Borgonya els nebots orfes: Jaume, més tard arquebisbe de Lisboa i cardenal, Pere, més tard comte de Barcelona, Joan, futur príncep de Antioquia i Donya Isabel.
En resum, Alfarrobeira representa el triomf del corrent senyorial sobre els principis de centralització règia que ja anuncien l'Edat Moderna. No obstant això, cal recordar que aquest xoc, en part, fou un conflicte entre dues grans cases senyorials, Coïmbra i Bragança, en una disputa originada en els inicis de la Regència, poc després de la mort del Rei Eduardo.